# Elecciones regionales de Loreto de 2006
Las elecciones regionales de Loreto de 2006 se llevaron a cabo el 19 de noviembre de 2006 para elegir al presidente regional, al vicepresidente regional y al Consejo Regional para el periodo 2007-2010. La elección se celebró simultáneamente con elecciones regionales y municipales (provinciales y distritales) en todo el Perú.

## Sistema electoral
El Gobierno Regional de Loreto es el órgano administrativo y de gobierno del departamento de Loreto. Está compuesto por el presidente regional, el vicepresidente regional y el Consejo Regional.
La votación del presidente, vicepresidente y consejo regional se realiza en base al sufragio universal, que comprende a todos los ciudadanos nacionales mayores de dieciocho años, empadronados y residentes en el departamento de Lambayeque y en pleno goce de sus derechos políticos.
El Consejo Regional de Loreto está compuesto por 7 consejeros elegidos por sufragio directo para un período de cuatro (4) años, en forma conjunta con la elección del presidente regional. La votación es por lista cerrada y bloqueada. Se asigna a la lista ganadora los escaños según el método d'Hondt o la mitad más uno, lo que más le favorezca.

## Composición del Consejo Regional de Loreto
La siguiente tabla muestra la composición del Consejo Regional de Loreto antes de las elecciones.
| Partidos | Partidos                                 | Consejeros |
| -------- | ---------------------------------------- | ---------- |
|          | UNIPOL                                   | 5          |
|          | Movimiento Independiente Fuerza Loretana | 1          |
|          | Perú Posible                             | 1          |

## Partidos y candidatos
A continuación se muestra una lista de los principales partidos y alianzas electorales que participaron en las elecciones:
| Candidatura | Candidatura | Partidos y alianzas                                                             | Candidatos | Candidatos                    | Ideología                                                        | Resultado previo | Resultado previo | Ref. |
| Candidatura | Candidatura | Partidos y alianzas                                                             | Candidatos | Candidatos                    | Ideología                                                        | Votos (%)        | Con.             | Ref. |
| ----------- | ----------- | ------------------------------------------------------------------------------- | ---------- | ----------------------------- | ---------------------------------------------------------------- | ---------------- | ---------------- | ---- |
|             | UNIPOL      | Lista - Movimiento Político Regional UNIPOL (UNIPOL)                            |            | Robinson Rivadeneyra Reátegui | Regionalismo loretano                                            | 36.51%           | 5                |      |
|             | FL          | Lista - Fuerza Loretana (FL)                                                    |            | Yván Vásquez Valera           | Regionalismo loretano                                            | 31.92%           | 1                |      |
|             | APRA        | Lista - Partido Aprista Peruano (APRA)                                          |            | Jorge Pérez Santillán         | Aprismo                                                          | Nuevo            | Nuevo            |      |
|             | AP          | Lista - Acción Popular (AP)                                                     |            | Jorge Mera Ramírez            | Humanismo Nacionalismo cívico Reformismo                         | Nuevo            | Nuevo            |      |
|             | Frepap      | Lista - Frente Popular Agrícola del Perú (Frepap)                               |            | Walter Vera Delgado           | Israelismo Fundamentalismo cristiano Populismo                   | Nuevo            | Nuevo            |      |
|             | UPP         | Lista - Unión por el Perú (UPP)                                                 |            | Luis Menéndez Rojas           | Nacionalismo de izquierda Socialdemocracia                       | Nuevo            | Nuevo            |      |
|             | RN          | Lista - Restauración Nacional (RN)                                              |            | Alfredo Yong Quina            | Liberalismo económico Conservadurismo social Humanismo cristiano | Nuevo            | Nuevo            |      |
|             | PNP         | Lista - Partido Nacionalista Peruano (PNP)                                      |            | Edwin Zevallos Bazán          | Socialismo democrático Nacionalismo de izquierda                 | Nuevo            | Nuevo            |      |
|             | BLOQUE      | Lista - Bloque Popular Amazónico (BLOQUE)                                       |            | Rachel Edery López            | Regionalismo loretano                                            | Nuevo            | Nuevo            |      |
|             | MOTOR       | Lista - Movimiento Político Independiente Regional Motor del Desarrollo (MOTOR) |            | Julio Castañeda Rubio         | Regionalismo loretano                                            | Nuevo            | Nuevo            |      |
|             | FIL         | Lista - Frente Independiente de Loreto (FIL)                                    |            | Jorge Donayre Lozano          | Regionalismo loretano                                            | Nuevo            | Nuevo            |      |

## Resultados

### Sumario general
| |                                                                         |              |              |              |            |            |  |  |
| Partidos y coaliciones | Partidos y coaliciones                                                  | Voto popular | Voto popular | Voto popular | Consejeros | Consejeros |  |  |
| Partidos y coaliciones | Partidos y coaliciones                                                  | Votos        | %            | ±pp          | Total      | +/−        |  |  |
| | Fuerza Loretana (FL)1                                                   | 137,173      | 40.98        | +9.06        | 5          | +4         |  |  |
| | Restauración Nacional (RN)                                              | 83,273       | 24.88        | Nuevo        | 2          | +2         |  |  |
| | Movimiento Político Regional UNIPOL (UNIPOL)2                           | 32,661       | 9.76         | –26.75       | 0          | –5         |  |  |
| | Acción Popular (AP)                                                     | 28,572       | 8.54         | Nuevo        | 0          | ±0         |  |  |
| | Frente Independiente de Loreto (FIL)                                    | 13,809       | 4.13         | Nuevo        | 0          | ±0         |  |  |
| | Partido Aprista Peruano (APRA)                                          | 13,292       | 3.97         | Nuevo        | 0          | ±0         |  |  |
| | Partido Nacionalista Peruano (PNP)                                      | 6,651        | 1.99         | Nuevo        | 0          | ±0         |  |  |
| | Unión por el Perú (UPP)                                                 | 6,339        | 1.89         | Nuevo        | 0          | ±0         |  |  |
| | Frente Popular Agrícola del Perú (Frepap)                               | 6,233        | 1.86         | Nuevo        | 0          | ±0         |  |  |
| | Movimiento Político Independiente Regional Motor del Desarrollo (MOTOR) | 5,003        | 1.49         | Nuevo        | 0          | ±0         |  |  |
| | Bloque Popular Amazónico (BLOQUE)                                       | 1,750        | 0.52         | Nuevo        | 0          | ±0         |  |  |
| |                                                                         |              |              |              |            |            |  |  |
| Total | Total                                                                   | 334,756      |              |              | 7          | ±0         |  |  |
| |                                                                         |              |              |              |            |            |  |  |
| Votos válidos | Votos válidos                                                           | 334,756      | 88.66        | –2.56        |            |            |  |  |
| Votos en blanco | Votos en blanco                                                         | 12,489       | 3.31         | –1.86        |            |            |  |  |
| Votos nulos | Votos nulos                                                             | 30,323       | 8.03         | +4.42        |            |            |  |  |
| Votos emitidos | Votos emitidos                                                          | 377,568      | 85.23        | +5.67        |            |            |  |  |
| Abstenciones | Abstenciones                                                            | 65,431       | 14.77        | –5.67        |            |            |  |  |
| Votantes registrados | Votantes registrados                                                    | 442,999      |              |              |            |            |  |  |
| |                                                                         |              |              |              |            |            |  |  |
| Fuente: |                                                                         |              |              |              |            |            |  |  |
| Notas al pie: 1 Comparado con los resultados de Movimiento Independiente Fuerza Loretana (FL) en las elecciones de 2002. 2 Comparado con los resultados de UNIPOL (UNIPOL) en las elecciones de 2002. |                                                                         |              |              |              |            |            |  |  |
| Notas al pie: |                                                                         |              |              |              |            |            |  |  |
| 1 Comparado con los resultados de Movimiento Independiente Fuerza Loretana (FL) en las elecciones de 2002. 2 Comparado con los resultados de UNIPOL (UNIPOL) en las elecciones de 2002.               |                                                                         |              |              |              |            |            |  |  |

### Autoridades electas
| Cargo                             | Autoridad electa | Autoridad electa          | Partido político | Partido político      |
| --------------------------------- | ---------------- | ------------------------- | ---------------- | --------------------- |
| Presidente Regional de Loreto     |                  | Yván Vásquez Valera       |                  | Fuerza Loretana       |
| Vicepresidente Regional de Loreto |                  | Norman Lewis del Alcázar  |                  | Fuerza Loretana       |
| Consejera Regional de Loreto      |                  | Silvia Ruiz Peña          |                  | Fuerza Loretana       |
| Consejera Regional de Loreto      |                  | Flor Aranzábal Durand     |                  | Fuerza Loretana       |
| Consejera Regional de Loreto      |                  | María Curto Lloja         |                  | Fuerza Loretana       |
| Consejero Regional de Loreto      |                  | Ángel Charpentier Saldaña |                  | Fuerza Loretana       |
| Consejero Regional de Loreto      |                  | Noé Malpartida Sánchez    |                  | Fuerza Loretana       |
| Consejero Regional de Loreto      |                  | Francisco Flores Barboza  |                  | Restauración Nacional |
| Consejera Regional de Loreto      |                  | Taly Inuma Taminchi       |                  | Restauración Nacional |